# The Morning Show
The Morning Show – amerykański serial, którego premiera odbyła się 1 listopada 2019 na platformie Apple TV+. W rolach głównych występują: Jennifer Aniston, Reese Witherspoon oraz Steve Carell.